# Rhizotrogus coiffaiti
Rhizotrogus coiffaiti är en skalbaggsart som beskrevs av Baraud 1979. Rhizotrogus coiffaiti ingår i släktet Rhizotrogus och familjen Melolonthidae. Inga underarter finns listade i Catalogue of Life.